# Villastar
Villastar ist ein Ort und eine Gemeinde (municipio) mit 551 Einwohnern (Stand: 2024) im Zentrum der Provinz Teruel in der Autonomen Region Aragonien im östlichen Zentralspanien.

## Lage und Klima
Villastar liegt im Süden des Iberischen Gebirges etwa neun Kilometer (Fahrtstrecke) südsüdwestlich der Stadt Teruel in einer Höhe von ca. 865 m. Das Klima ist gemäßigt bis warm; Regen (ca. 454 mm/Jahr) fällt übers Jahr verteilt.

## Bevölkerungsentwicklung
| Jahr      | 1970 | 1981 | 1991 | 2001 | 2011 | 2021 |
| Einwohner | 545  | 425  | 381  | 343  | 473  | 546  |

Die Mechanisierung der Landwirtschaft sowie die Aufgabe bäuerlicher Kleinbetriebe und der daraus resultierende Verlust an Arbeitsplätzen haben in der zweiten Hälfte des 20. Jahrhunderts zu einem deutlichen Bevölkerungsrückgang (Landflucht) geführt.

## Sehenswürdigkeiten
- romanischer Turm
- Engrazienkirche (Iglesia de Santa Engracia)
- Rathaus

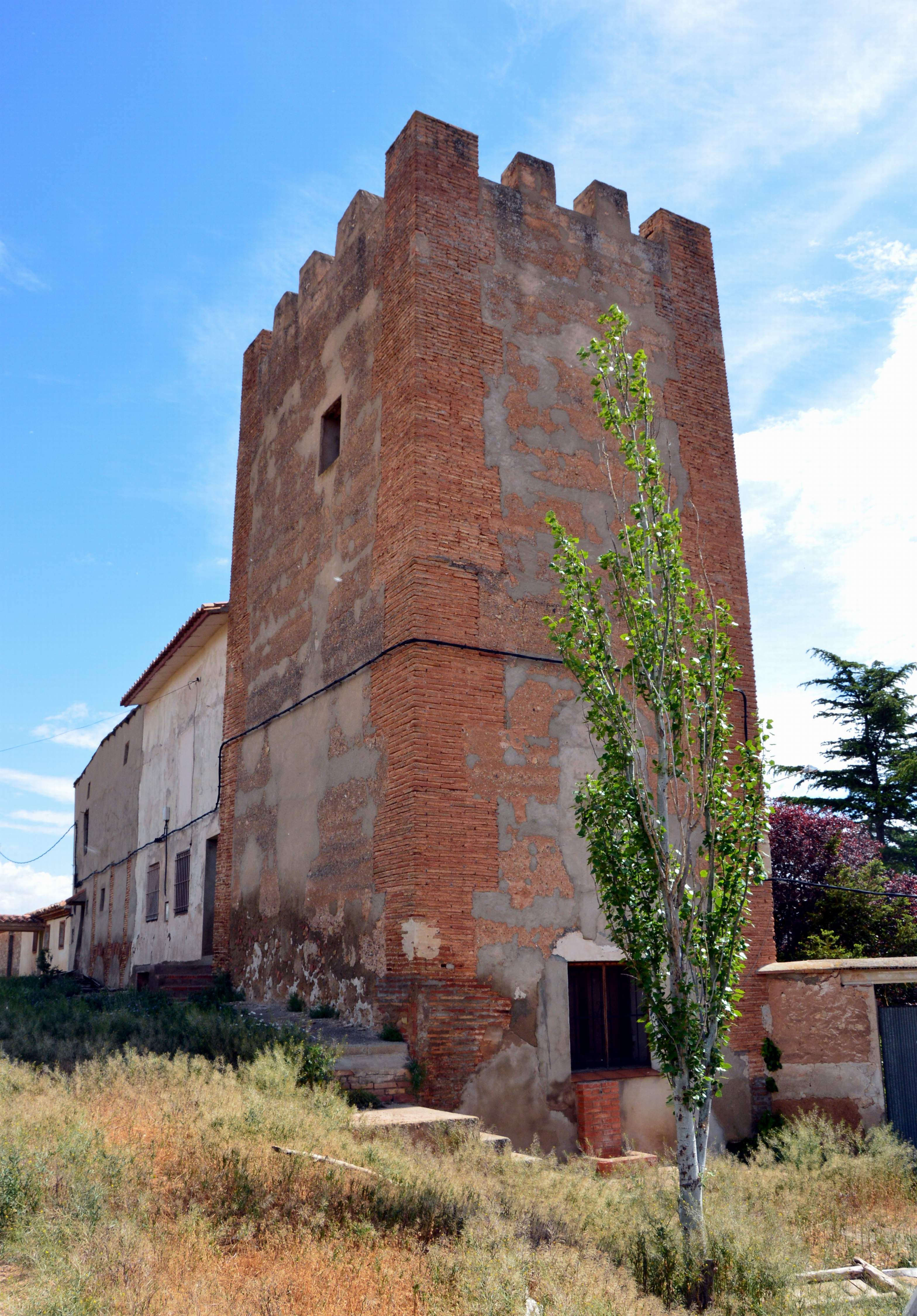
Romanischer Turm
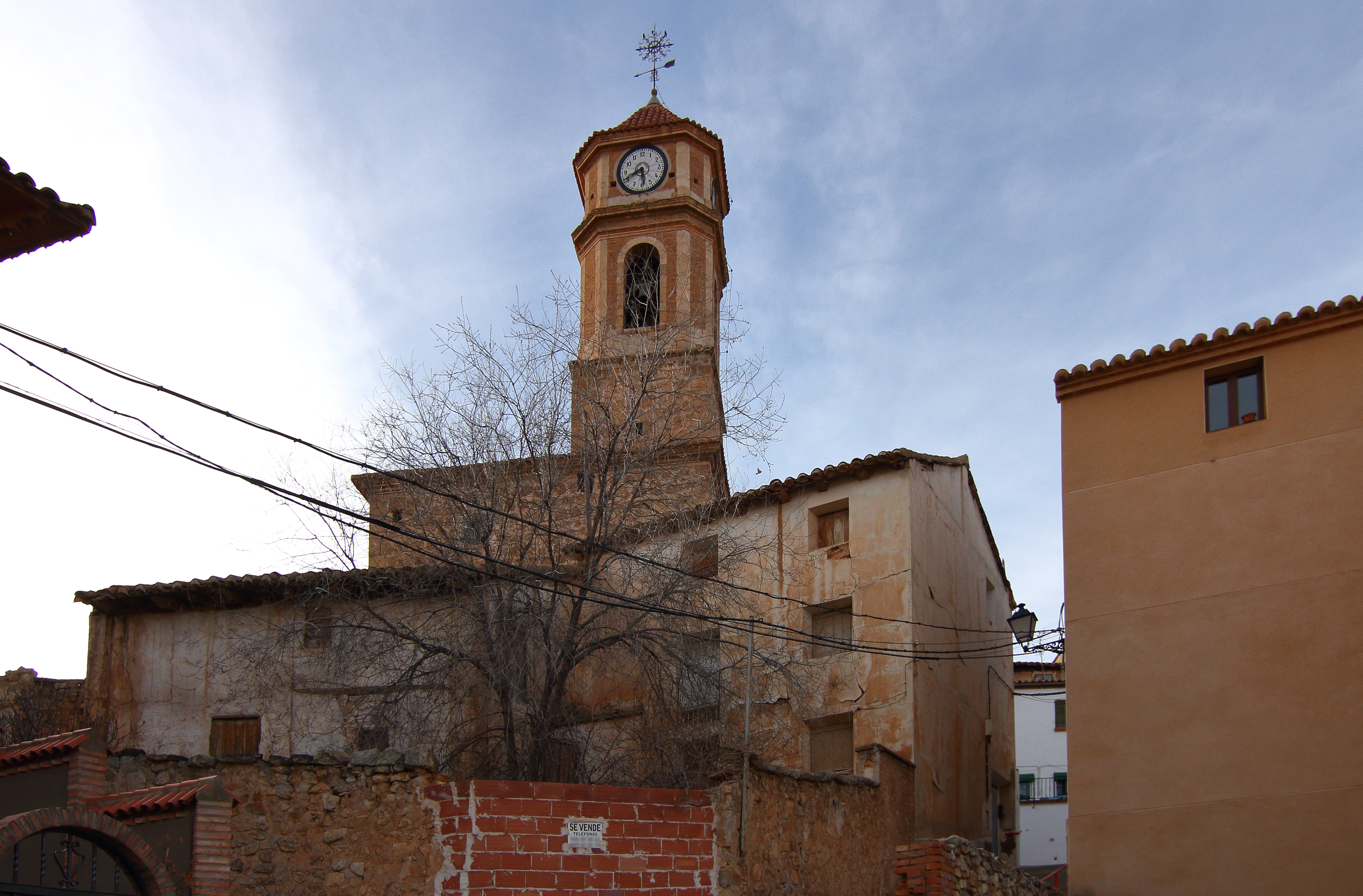
Engrazienkirche
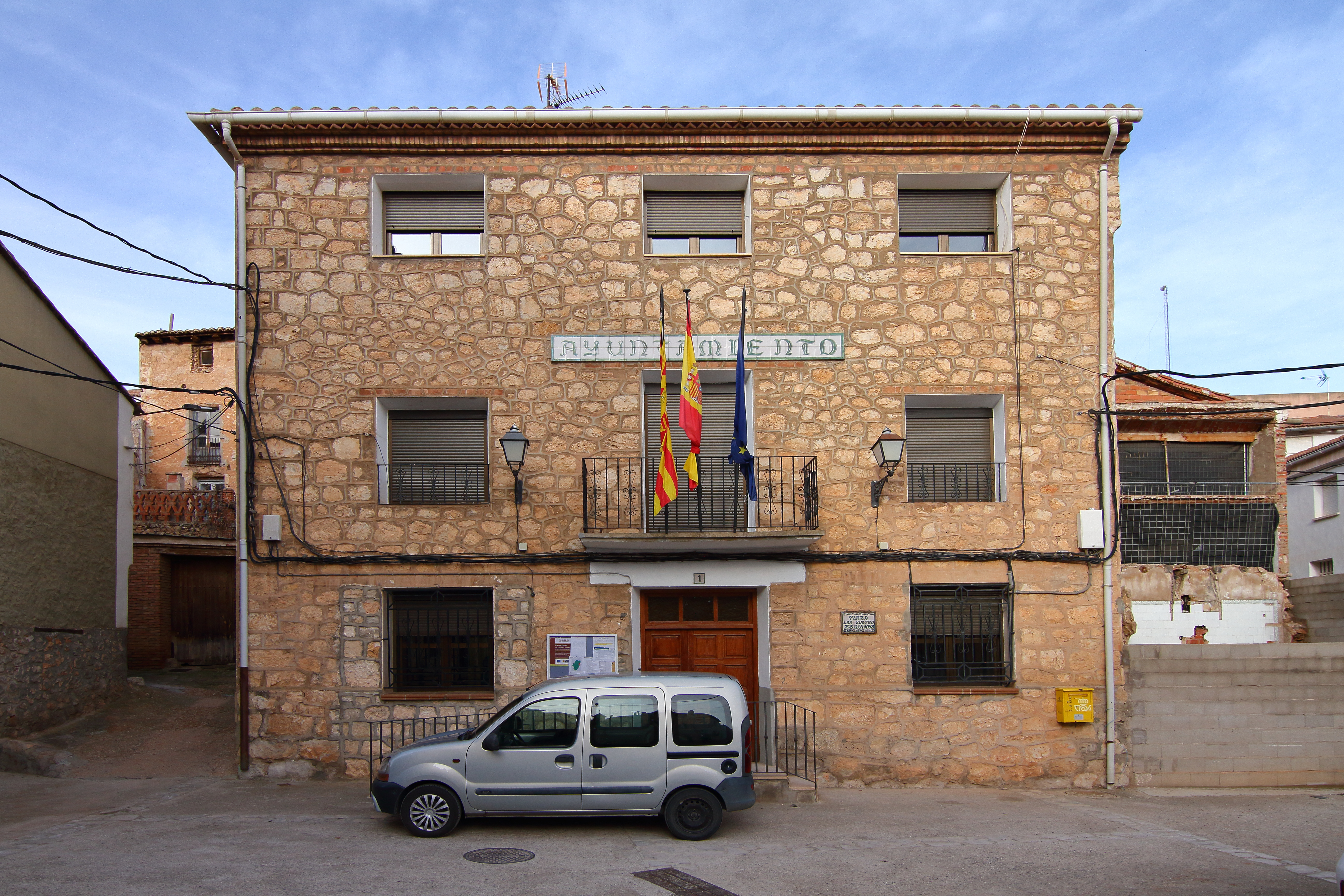
Rathaus